# 最高インパクト責任者

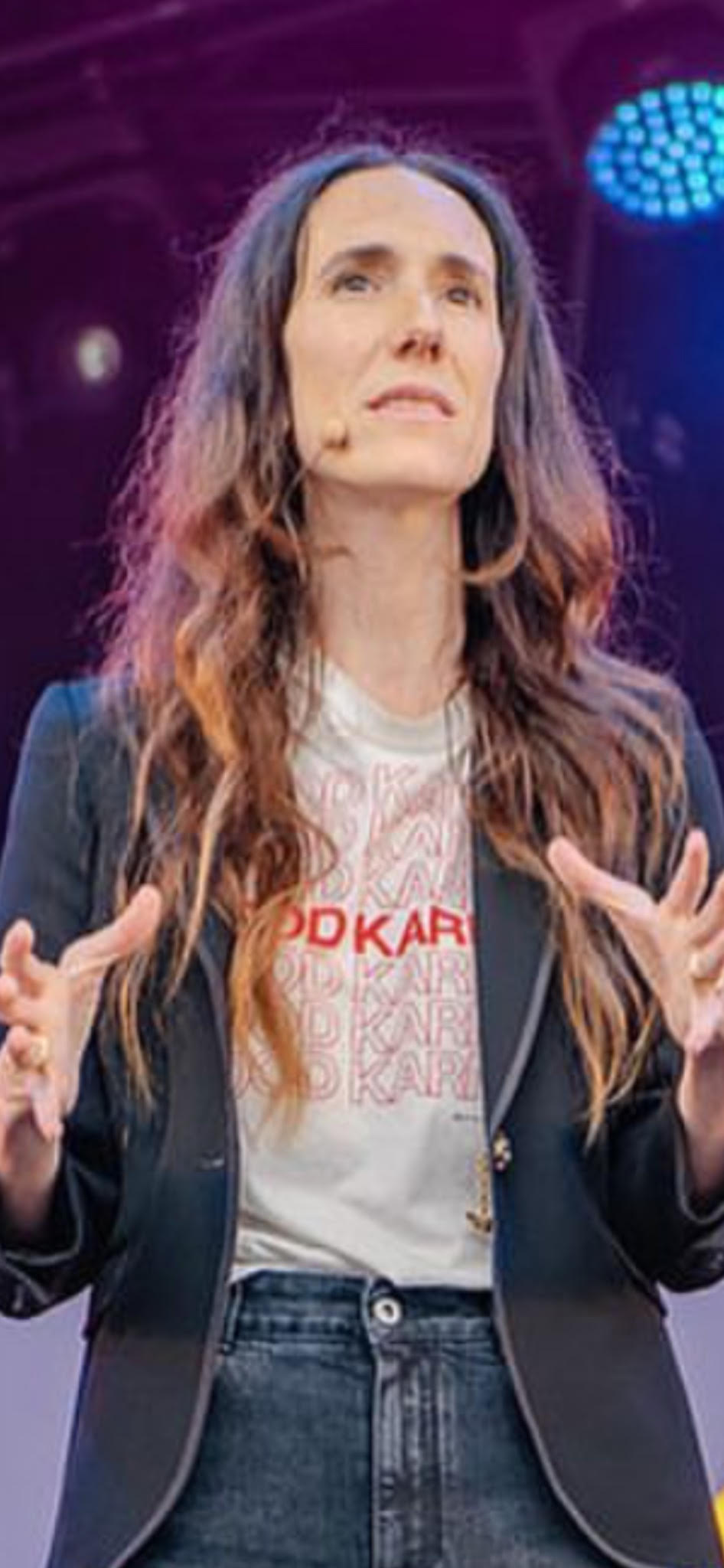
2019年までWeWorkのCHIMPOだったレベッカ・ニューマン

最高インパクト責任者（Chief Impact Officer, CHIMPO）は、アムネスティ・インターナショナル・アメリカやユナイテッドウェイなどの非営利活動団体にみられる役職の1つ。CHIMPOが所管する(社会的)インパクトは「組織のヴィジョンとミッションに沿って行われた事業の成果」とも説明される。その役割が組織の大切にしているものを「守る」(champion）仕事であることから、この肩書はその略称にかけてユーモラスに「CHAMPO」と表現されることもある。
2021年にはイギリスのヘンリー王子がアメリカのスタートアップ企業のCHIMPOに就任している。営利企業にこのポジションが設けられることは比較的珍しく、例えばセールスフォースはその例外的な存在である。ミネソタ公共ラジオが運営するメディア「マーケットプレイス」が実施したインタビューでは、取材対象となったのは皆その企業・団体で最初のCHIMPOだった。この役職が数年前に初めて設置されたという例も多かった。